# Ken Vandermark

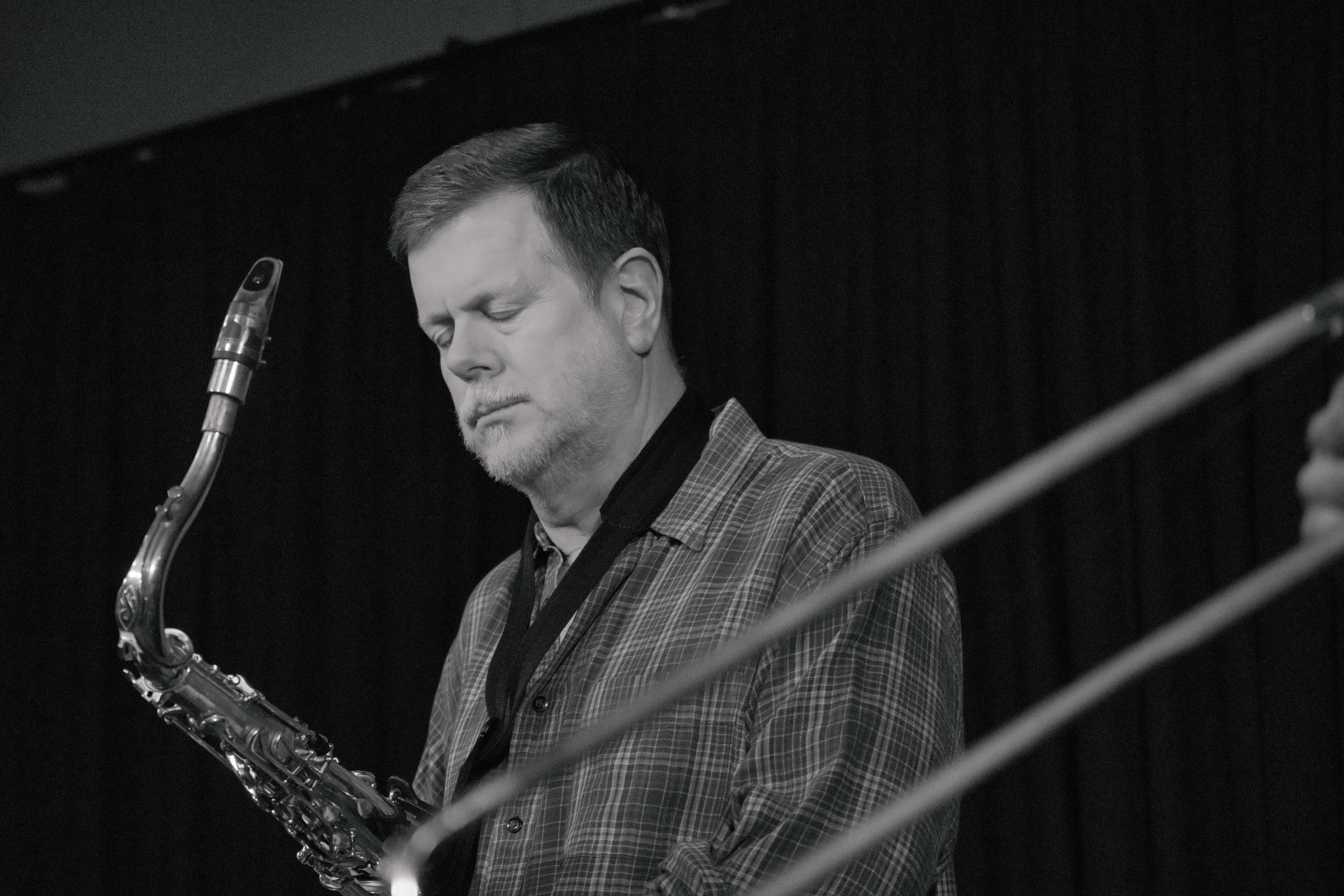
Ken Vandermark, 2024

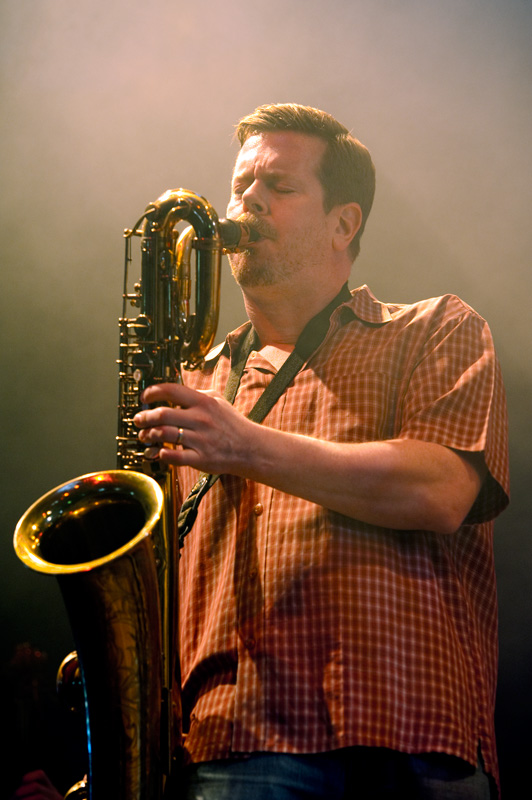
Ken Vandermark, mœrs festival 2010

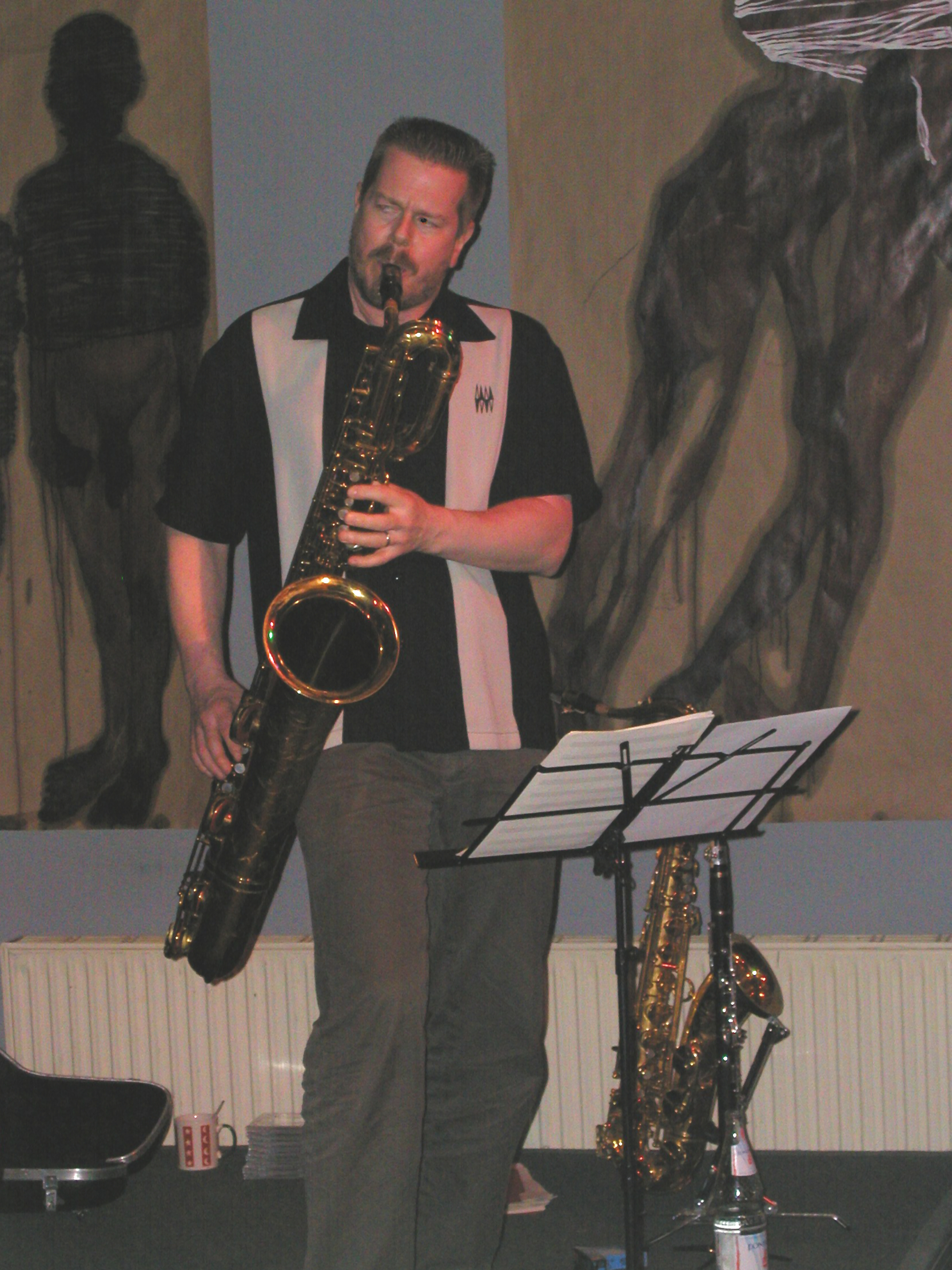
Mit dem Free Music Ensemble 2004 im Club W71, Weikersheim

Ken Vandermark (* 22. September 1964 in Warwick, Rhode Island, USA) ist ein US-amerikanischer Jazzsaxofonist und Klarinettist. Er lebt seit 1989 in Chicago.

## Leben
Vandermark spielte in seiner Jugend Trompete und wechselte dann zum Saxophon. Er studierte dann in Boston und Montreal, wo er mit eigenen Formationen arbeitete; er ließ sich dann in Chicago nieder, wo er in den 1990er Jahren vorwiegend in der dortigen Avantgarde-Szene arbeitete und zunächst mit der Noisejazz-Band The Flying Luttenbachers auftrat.
Er hat mit vielen anderen Jazzmusikern Platten aufgenommen, z. B. mit Hal Russell, Paul Lytton, Marcin Oleś, Bartłomiej Oleś, Joe Morris, Misha Mengelberg (Two Days in Chicago, 1999), Peter Brötzmann Chicago Tentet (Signs, 2004) und Paul Lovens. Er hat auch eigene Jazz-Combos geleitet: Free Fall, Free Music Ensemble, Territory Band (großes Orchester mit wechselnden Besetzungen) und die Vandermark 5. Mit Klaus Kugel und Mark Tokar bildet er das Trio The Escalators. 2019 war er Mitglied im Luke Stewart Exposure Quintet. Mit Matthias Muche, Thomas Lehn und Martin Blume bildet er das Free Jazz Quartett Soundbridges.
1999 erhielt Vandermark das MacArthur-Fellowship-Stipendium.
2007 erschien die Dokumentation Musician des Regisseurs Daniel Kraus über den Alltag eines Jazzmusikers am Beispiel Vandermarks.

## Diskographische Hinweise

### The Vandermark 5
- Single Piece Flow (Atavistic, 1997)
- Target or Flag (Atavistic, 1998)
- Simpatico (Atavistic, 1999)
- Burn the Incline (Atavistic, 2000)
- Acoustic Machine (Atavistic, 2001)
- Free Jazz Classics Vol. 1 & 2 (Atavistic, 2002)
- Airports for Light (Atavistic, 2003)
- Elements of Style/Exercises in Surprise (Atavistic, 2004)
- Alchemia (Not Two, 2005)
- The Color of Memory (Atavistic, 2005)
- Free Jazz Classics Vol. 3 & 4 (Atavistic, 2005)
- A Discontinuous Line (Atavistic, 2006)
- Four Sides to the Story (Not Two, 2006)
- Beat Reader (Atavistic, 2008)
- Annular Gift (Not Two, 2009)
- The Horse Jumps and the Ship Is Gone (Not Two, 2010)

### Weitere Alben
- International Front (Okka Disk, 1994)
- Ulitlity Hitter (Quinnah, 1995)
- School Days: In Our Times (2002)
- FME: Underground (2004), mit Nate McBride, Paal Nilssen-Love
- * Peter Brötzmann's Chicago Tentet: Be Music, Night (2005)
- Ken Vandermark & Paal Nilssen-Love: Seven (2006)
- Ken Vandermark & Pandelis Karayorgis: Foreground Music (Okka, 2007)
- Joe Morris, Ken Vandermark & Luther Gray: Rebus (Clean Feed, 2007)
- The Thing mit Ken Vandermark Immediate Sound (2007), mit Mats Gustafsson, Ingebrigt Håker Flaten, Paal Nilssen-Love
- Ken Vandermark with Kent Kessler / Ingebrigt Håker Flaten / Nate McBride / Wilbert de Joode: Collected Fiction bei DiscogsCollected Fiction (2009)
- Lean Left: Lean Left Volume 1 (2010, mit Terrie Ex, Andy Moor, Paal Nilssen-Love)
- Reed Trio: Last Train to the First Station (Kilogram Records 2011) mit Mikołaj Trzaska, Wacław Zimpel
- Free Fall: Gray Scale (Smalltown Superjazz, 2011) mit Håvard Wiik
- Full Blast & Friends: Sketches and Ballads (2012)
- Side A: A New Margin (Clean Feed, 2012), Ken Vandermark, Håvard Wiik, Chad Taylor
- Chicago Reed Quartet: Nick Mazzarella, Dave Rempis, Mars Williams, Ken Vandermark: Western Automatic (Aerophonic, 2015)
- Ken Vandermark Resonance Ensemble: Double Arc (2015)
- Barry Guy / Ken Vandermark: Occasional Poems (2015)
- Ken Vandermark & Lasse Marhaug: Close Up (For Abbas Kiarostami) (Systems vs. Artifacts/Audiographic Records, 2016)
- Ken Vandermark & Terrie Hessels: Splinters (Systems vs. Artifacts/Audiographic Records, 2016)
- Made to Break: F4 Fake (Trost, 2019)
- Momentum 4: Consequent Duos 2015-2019 (Audiographic, 2019)
- Entr’acte: Soigne ta droite (Audiographic, 2019)
- Ken Vandermark/Nate Wooley/Sylvie Courvoisier/Tom Rainey: Noise of Our Time (Intakt, 2019)
- Momentum 5: Stammer (Triptych) (2021)
- The Field within a Line (2021) solo
- Paal Nilssen-Love & Ken Vandermark: Japan 2019 (2024)
- Ivo Perelman, Ken Vandermark, Joe McPhee: Oxygen (Mahakala Music, 2025)

## Lexikalischer Eintrag
- Richard Cook, Brian Morton: The Penguin Guide to Jazz Recordings. 8. Auflage. Penguin, London 2006, ISBN 0-14-102327-9.